# Sân bay Périgueux – Bassillac
Sân bay Périgueux – Bassillac (Aéroport de Bassillac – Périgueux, mã sân bay IATA: PGX, mã sân bay ICAO: LFBX) là một sân bay ở Bassilac trong tỉnh Dordogne thuộc vùng Aquitaine của Pháp, 8 km về phía bắc đông bắc Périgueux. Sân bay có đường băng bằng asphalt bê tông dài mét.